# 有明村 (長野県)
有明村（ありあけむら）は長野県南安曇郡にあった村。現在の安曇野市穂高有明にあたる。

## 地理
- 山：富士尾山、横通岳、東天井岳、大天井岳、燕岳、東沢岳、東餓鬼岳、清水岳、有明山
- 河川：穂高川、烏川
- 温泉：中房温泉、有明温泉

## 歴史
- 1873年（明治7年）10月25日 - 筑摩県安曇郡橋爪村・耳塚村・新屋村・嵩下村・古厩村・立足村・富田新田村が合併して有明村となる。
- 1876年（明治9年）8月21日 - 長野県の所属となる。
- 1879年（明治12年）1月4日 - 郡区町村編制法の施行により、南安曇郡の所属となる。
- 1889年（明治22年）4月1日 - 町村制の施行により、有明村が単独で自治体を形成。
- 1954年（昭和29年）11月3日 - 穂高町・西穂高村・北穂高村と合併し、改めて穂高町が発足。同日有明村廃止。

## 交通

### 鉄道路線
村域を日本国有鉄道大糸線が通過したが、駅は所在しなかった。有明駅は隣接する北穂高村に所在。

### 道路
- 国道147号